# Droga krajowa nr 163 (Kostaryka)
Droga krajowa nr 163 (hiszp. Ruta Nacional Secundaria 163/Ruta 163) – jedna z dróg krajowych w Kostaryce. Znajduje się ona w prowincjach Guanacaste i Puntarenas.

## Opis
W prowincji Guanacaste droga krajowa nr 163 przebiega przez kanton Nandayure (przez dystrykt Bejuco).
W prowincji Puntarenas droga krajowa nr 163 przebiega przez kanton Puntarenas (przez dystrykt Lepanto).